# Струг (Маколе)
Струг (словен. Strug) — поселення в общині Маколе, Подравський регіон‎, Словенія.